# Gandaix
Gandaix o també Gandaš va ser el primer rei conegut dels cassites, però es desconeixen les dates del seu regnat.
Els cassites feien incursions des l'altiplà iranià cap a Mesopotàmia a partir de la meitat del segle xviii aC. Cap a l'any 1729 aC sota la direcció de Gandaix, havien aconseguit establir-se a la regió de l'Eufrates, formant el regne de Khana, amb les importants ciutats que havien format abans els regnes de Mari i Terqa). Gandaix portava el pompós títol de «rei dels cassites, de Sumer, Accad, i Babilònia» però no dominava Babilònia ni Sumer i només part d'Acàdia. Va governar sobre els cassites establerts a l'Eufrates durant l'última part del segle xviii aC.
Segons una llista reial babilònica, Gandaix va fundar la dinastia cassita que va regnar més endavant a Babilònia. Sembla que podia haver estat contemporani del rei de Babilònia Samsuiluna.